# Demonic Resurrection

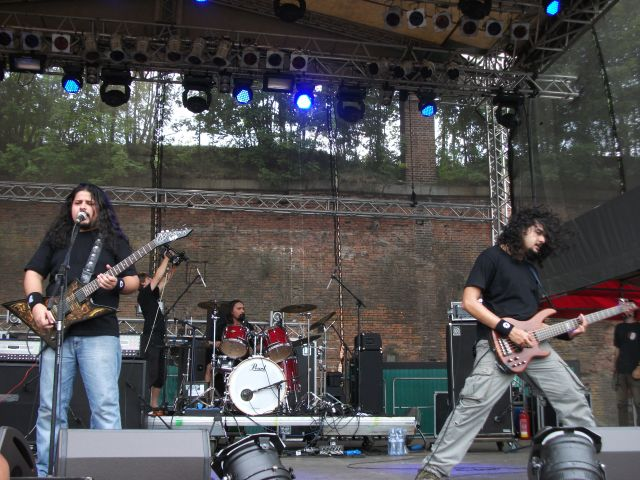
Performance de Demonic Ressurection sur la scène de Brutal Assault 2010

Demonic Resurrection est un groupe indien de blackened death metal, originaire de Mumbai. Le groupe est composé de Sahil « The Demonstealer » Makhija au chant et à la guitare rythmique et de Virendra « Viru » Kaith à la batterie. Depuis sa formation, le groupe compte cinq albums studio et un EP. Le quatrième album du groupe, The Demon King, sort le 13 juillet 2014 en Inde, le 14 juillet en Europe et le 15 juillet aux États-Unis chez Candlelight Records, et est distribué en Inde par Universal Music.

## Histoire
Le groupe est officiellement formé en mars 2000 par plusieurs adolescents de 17 ans avec pour objectif principal de jouer du metal extrême. Neuf mois plus tard, le groupe sort son premier album, Demonstealer, chez Demonstealer Records. Les influences musicales de l'album sont des groupes comme Theatre of Tragedy, The Gathering, et Lacuna Coil. L'album comporte également une chanteuse.
Peu après la sortie de l'album, le groupe rencontre de nombreux problèmes et la plupart des membres quittent le groupe. Le groupe se stabilise finalement en 2001, avec Sahil « The Demonstealer » Makhija au chant et à la guitare, Count Varathora à la basse, Nikita Shah au chant et aux claviers et Yash Pathak à la batterie. Le groupe réenregistre Demonstealer avec cette formation. Le label brésilien Vampiria Records sort une version cassette de l'album sur le marché local. En août 2007, Virendra « Viru » Kaith rejoint le groupe en tant que batteur permanent. Le groupe continue de tourner et d'écrire de nouveaux morceaux, jusqu'à ce que Pradeep quitte le groupe en 2008 et soit remplacé par le guitariste Daniel Rego, âgé de 18 ans. En 2009, le groupe part en tournée à travers l'Inde, assurant la première partie d'Opeth en février 2009 et celle d'Amon Amarth et Textures en décembre 2009.
En 2012, le bassiste Husain Bandukwala quitte le groupe en raison d'engagements personnels et familiaux, mais devient le manager du groupe. Le groupe annonce rapidement Ashwin Shriyan en tant que nouveau bassiste. En 2014, le guitariste principal, Daniel Kenneth Rego, quitte le groupe pour explorer d'autres possibilités musicales. Le groupe joue un concert d'adieu avec Rego au Blue Frog à Mumbai le 19 janvier 2014,.
Le 22 mai 2014, Demonic Resurrection révèle la pochette et la liste des titres de leur quatrième album intitulé The Demon King. L'artwork est, une fois de plus, réalisé par Michal « Xaay » Loranc qui avait réalisé la pochette du précédent album du groupe, The Return to Darkness. L'album sort le 13 juillet en Inde, le 14 juillet en Europe et le 15 juillet aux États-Unis chez Candlelight Records et est distribué en Inde par Universal Music. Viru a reçu beaucoup d'éloges pour son jeu de batterie et les médias attirent l'attention sur le metal indien grâce à des interviews avec MensXP.com, Polkacafe et India Today, en plus d'apparaître dans une publicité pour le whisky Signature.
Le 15 mars 2017, le groupe sort son dernier album studio, nommé Dashavatar — ou les 10 formes — poursuivant l'utilisation de la mythologie hindoue, également adaptée pour leur précédent album. Il sort sur le label Demonstealar Records de Sahil Makhija. L'album reçoit une note de 9/10 par Metal Injection.

## Discographie

### Albums studio
- 2005 : A Darkness Descends (Demonstealer Records)
- 2010 : The Return to Darkness (Candlelight Records)
- 2014 : The Demon King (Candlelight Records)
- 2017 : Dashavatar (Demonstealer Records)

### EP
- 2007 : Beyond the Darkness (Demonstealer Records)
- 2014 : Trail of Devastation (Abstract Sounds Music)

### Singles
- 2000 : Demonstealer (démo)
- 2007 : Rise of the Eastern Blood (split avec Severe Dementia, Dusk et Helmskey, Heavy Metal Super Star Records)